# Truschets och Hoyaus karta över Paris
Truschets och Hoyaus karta över Paris (franska Plan de Truschet et Hoyau) är en karta över Paris, utförd av gravören Olivier Truschet och formgivaren Germain Hoyau år 1552.
På åtta blad har Truschet och Hoyau dokumenterat Paris 287 gator och 104 kyrkobyggnader.

### Webbkällor
- ”Truschet et Hoyau (1552)” (på franska). Arkiverad från originalet den 5 mars 2016. https://web.archive.org/web/20160305145511/http://www.bloy.geometre-expert.fr/VUESHISTO/TEXTESPLANS/1552.htm. Läst 8 juni 2016.